# Oedipina chortiorum
Espèce
Oedipina chortiorum est une espèce d'urodèles de la famille des Plethodontidae.

## Répartition
Cette espèce se rencontre à la frontière entre le Honduras et le Guatemala.

## Étymologie
Cette espèce est nommée en l'honneur des Ch'orti'.

## Publication originale
- Brodie, Acevedo & Campbell, 2012 : New salamanders of the genus Oedipina (Caudata: Plethodontidae) from Guatemala. Journal of Herpetology, vol. 46, no 2, p. 233-240.